# 대유 (연호)
대유(大有, 928년 3월 ~ 942년 3월)는 남한(南漢) 고조(高祖) 유엄(劉龑)의 세번째 연호이다. 14년 가량 사용하였다. 고조(高祖)가 죽고 난 후에 상제(殤帝)가 광천으로 개원할 때까지 사용하였다.

## 개원
- 백룡(白龍) 4년(928년) 3월에 연호를 대유(大有)로 개원함.[1][2][3]

- 대유(大有) 15년 3월 23일[4](942년 4월 11일)에 연호를 광천(光天)으로 개원함.[5][6][3]

## 연대 대조표
| 대유       | 원년            | 2년                 | 3년                 | 4년        | 5년        | 6년             | 7년                                 | 8년                 | 9년                 | 10년            |
| 서기(西紀) | 928년           | 929년               | 930년               | 931년      | 932년      | 933년           | 934년                               | 935년               | 936년               | 937년           |
| 간지(干支) | 무자(戊子)      | 기축(己丑)          | 경인(庚寅)          | 신묘(辛卯) | 임진(壬辰) | 계사(癸巳)      | 갑오(甲午)                          | 을미(乙未)          | 병신(丙申)          | 정유(丁酉)      |
| 후당(後唐) | 천성(天成) 3년  | 4년                 | 5년 장흥(長興) 원년 | 2년        | 3년        | 4년             | 5년 응순(應順) 원년 청태(淸泰) 원년 | 2년                 | 3년                 | -               |
| 후진(後晉) | -               | -                   | -                   | -          | -          | -               | -                                   | -                   | 천복(天福) 원년     | 2년             |
| 양오(楊吳) | 건정(乾貞) 2년  | 3년 대화(大和) 원년 | 2년                 | 3년        | 4년        | 5년             | 6년                                 | 7년 천조(天祚) 원년 | 2년                 | 3년             |
| 오월(吳越) | 보정(寶正) 3년  | 4년                 | 5년                 | 6년        | -          | -               | -                                   | -                   | -                   | -               |
| 민(閩)     | -               | -                   | -                   | -          | -          | 용계(龍啓) 원년 | 2년                                 | 영화(永和) 원년     | 2년 통문(通文) 원년 | 2년             |
| 후촉(後蜀) | -               | -                   | -                   | -          | -          | -               | 명덕(明德) 원년                     | 2년                 | 3년                 | 4년             |
| 남당(南唐) | -               | -                   | -                   | -          | -          | -               | -                                   | -                   | -                   | 승원(昇元) 원년 |
| 대유       | 11년            | 12년                | 13년                | 14년       | 15년       |                 |                                     |                     |                     |                 |
| 서기(西紀) | 938년           | 939년               | 940년               | 941년      | 942년      |                 |                                     |                     |                     |                 |
| 간지(干支) | 무술(戊戌)      | 기해(己亥)          | 경자(庚子)          | 신축(辛丑) | 임인(壬寅) |                 |                                     |                     |                     |                 |
| 후진(後晉) | 천복(天福) 3년  | 4년                 | 5년                 | 6년        | 7년        |                 |                                     |                     |                     |                 |
| 민(閩)     | 통문(通文) 3년  | 4년 영륭(永隆) 원년 | 2년                 | 3년        | 4년        |                 |                                     |                     |                     |                 |
| 후촉(後蜀) | 광정(廣政) 원년 | 2년                 | 3년                 | 4년        | 5년        |                 |                                     |                     |                     |                 |
| 남당(南唐) | 승원(昇元) 2년  | 3년                 | 4년                 | 5년        | 6년        |                 |                                     |                     |                     |                 |

## 참고 자료
- 중국의 연호 목록